# Миршекари, Али
Али Миршекари (род. 24 февраля 1997) — иранский игрок в пляжный футбол. Выступает за сборную Ирана. Участник двух чемпионатов мира.

## Биография
На чемпионате мира по пляжному футболу в составе сборной Ирана впервые выступил в 2017 году на Багамах. Впоследствии сыграл на турнире 2024 года в ОАЭ.
На клубом уровне защищал цвета «Парс Джануби» и «Могхавемат Гользапуш».
По итогам 2023 года был включён в число 100 лучших игроков в пляжный футбол по версии Всемирной организации пляжного футбола.

## Достижения
Сборная Ирана
- Победитель Кубка Азии: 2023[3]
- Бронзовый призёр чемпионата мира: 2017, 2024
- Победитель Межконтинентального кубка: 2018, 2019, 2022
- Финалист Кубка Наций: 2023
- Бронзовый призёр Всемирных пляжных игр: 2019

На клубном уровне
- Победитель Клубного Мундиалито: 2017 (Парс Джануби)[4]